# Rivière Shipastouk
La rivière Shipastouk est un chenal de la rivière Rupert, dans la municipalité de Eeyou Istchee Baie-James, dans la région administrative du Nord-du-Québec, au Québec, au Canada.
La surface de la rivière Shipastouk est habituellement gelée de la fin octobre au début mai, toutefois la circulation sécuritaire sur la glace se fait généralement de la mi-novembre à la fin d'avril.

## Géographie
Les bassins versants voisins sont :
- côté nord : rivière Rupert, lac Capichinatoune, lac Woollett, lac Fromenteau (rivière Wabissinane), rivière Wabissinane ;
- côté est : ruisseau Kamichkwapiskan, lac Mistassini, lac Albanel ;
- côté sud : baie Radisson, lac Mistassini, baie Abatagouche, baie du Poste ;
- côté ouest : rivière Rupert, rivière Natastan.

La rivière Shipastouk constitue un chenal de 28,7 km qui écourte de 13,5 km le cours de la rivière Rupert. La rivière Shipastouk prend sa source sur la rive nord  de la baie Radisson, laquelle constitue un appendice de la rive Ouest du lac Mistassini. Cette baie constitue aussi le début du cours de la rivière Rupert, laquelle s'oriente d'abord vers le sud-ouest, puis vers le nord-ouest en contournant l'île Peuvereau (longueur : 23,0 km ; largeur : 13,1 km). L'intérieur de cette île comporte un ensemble de plans d'eau formant une mosaïque complexe.
À partir de la rive nord  de la baie Radisson, la rivière Shipastouk coule sur 28,7 km, selon les segments suivants :
- 9,8 km vers du nord-est, puis vers le nord-ouest, dont un crochet de 1,5 km vers le sud-ouest, en traversant un archipel ;
- 6,5 km vers le nord-ouest, jusqu'au pied de la quatrième chute ;
- 12,4 km d'abord vers le sud-ouest pour contourner une presqu'île venant du nord-est, puis vers le nord, jusqu'à la confluence de la rivière Shipastouk avec la rivière Rupert et le lac Capichinatoune[2].

La rivière Shipastouk se déverse en un point situé à la limite Nord de l'île Peuvereau face à une île qui barre la rivière Rupert. Cette confluence comportant un élargissement de la rivière de 0,8 km est située du côté Est de l'Île de l'Est. Dans ce segment, le cours de la rivière Rupert continue vers du nord-est en traversant le lac Capichinatoune.
La confluence de la rivière Shipastouk et le lac Capichinatoune est située à :
- 19,5 km à l'ouest du lac Mistassini ;
- 88,4 km au nord du centre du village de Mistissini (municipalité de village cri) ;
- 150 km au nord du centre du village de Chibougamau ;
- 104,1 km à l'est de l'embouchure du lac Mesgouez lequel est traversé par la rivière Rupert ;
- 347 km à l'est de la confluence de la rivière Rupert et de la baie de Rupert[2].

À partir de l'embouchure de la rivière Shipastouk, le courant emprunte la rivière Rupert qui coule vers l'ouest jusqu'à la baie de Rupert.

## Toponymie
Le toponyme « rivière Shipastouk » a été officialisé le 5 décembre 1968 à la Banque des noms de lieux de la Commission de toponymie du Québec, soit à la création de cette commission.